# Pont de Gueuroz
Der Pont de Gueuroz (auch Pont du Gueuroz) ist eine Bogenbrücke aus Stahlbeton und Teil der Kantonsstrasse von Martigny nach Salvan im Schweizer Kanton Wallis. Sie überquert beim Weiler Gueuroz (politische Gemeinde Vernayaz) die Gorge du Trient (dt. Trient-Schlucht) in einer Höhe von 187 m. Bis zur Fertigstellung der Europabrücke an der Brennerautobahn im Jahre 1963 war sie 29 Jahre lang die höchste Strassenbrücke Europas, bis zur Fertigstellung der Taminabrücke im Jahre 2017 war sie die höchste Strassenbrücke der Schweiz.

## Geschichte
Das Bauwerk wurde von 1932 bis 1934 errichtet. Der Walliser Bauingenieur Alexandre Sarrasin (1895–1976) war Tragwerksplaner der Brücke, Richard Coray erstellte das Lehrgerüst. Beim Wettbewerb um den Brückenneubau setzte sich Sarrasin unter anderen gegen Robert Maillart durch, der als renommiertester Schweizer Stahlbetoningenieur seiner Zeit gilt. Der nach dem Prinzip des versteiften Stabbogens konstruierte Pont de Gueuroz ist Sarrasins Hauptwerk als Brückenbauer. Die Brücke ist ausserordentlich feingliedrig gebaut. Sie ist insgesamt 168 m lang und weist eine Spannweite von 98,6 m auf. Die 5 m breite Fahrbahnplatte ist übergangslos mit ihrer massiven Begrenzungsmauer verbunden. Sie dient nicht nur der Sicherheit der Autofahrer, sondern auch der Versteifung der Brücke. Der Betonpionier Sarrasin war um einen sparsamen Umgang mit dem Material bemüht. Als eines der ersten Bauwerke weltweit wurde beim Einbringen des Betons das Vibrationsverfahren angewendet. Da die Fahrbahn eine Steigung von 5 % aufweist, liegt der höchste Punkt der Brücke mehr als 190 m über dem Flüsschen Trient.
Im Jahre 1906 wurde Salvan durch die Bahnlinie Martigny–Châtelard  erschlossen. Der Bau des Pont de Gueuroz als Teil einer neuen Fahrstrasse von Martigny nach Salvan ersetzte die bestehende Strasse von Vernayaz nach Salvan, die mit ihren 37 Kehren für den motorisierten Verkehr ungeeignet war. Die alte Strasse ist bemerkenswert gut erhalten und dient heute als Wanderweg.

## Neue Brücke
Mit einer Verkehrslast von 13 Tonnen genügte Sarrasins Brücke den Anforderungen immer weniger. Neben der bestehenden Brücke wurde deshalb 1993–1994 eine neue Sprengwerkbrücke erstellt, die seither den motorisierten Verkehr aufnimmt. Die neue Stahl-Beton-Verbundbrücke ist so gestaltet, dass sie die alte Brücke optisch nicht konkurrenziert. Der alte Pont de Gueuroz kann noch von Fussgängern und Radfahrern benutzt werden.

## Wissenswertes
Der Pont de Gueuroz steht unter Denkmalschutz (mittlere Schutzstufe, B-Objekt) und wurde 2004–2005 gründlich instand gesetzt. Die Brücke wurde 1964 im Museum of Modern Art in New York fotografisch präsentiert. Nachts wird die Brücke beleuchtet.